# Renato Perona
Renato Perona (né le 24 mai 1927 à Terni et mort le 9 avril 1984 dans la même ville) est un coureur cycliste italien.

## Biographie
Aux Jeux olympiques de 1948 à Londres, Renato Perona a remporté la médaille d'or du tandem avec Ferdinando Terruzzi.

## Palmarès

### Jeux olympiques
- Londres 1948
  -  Champion olympique du tandem